# Operation Sail

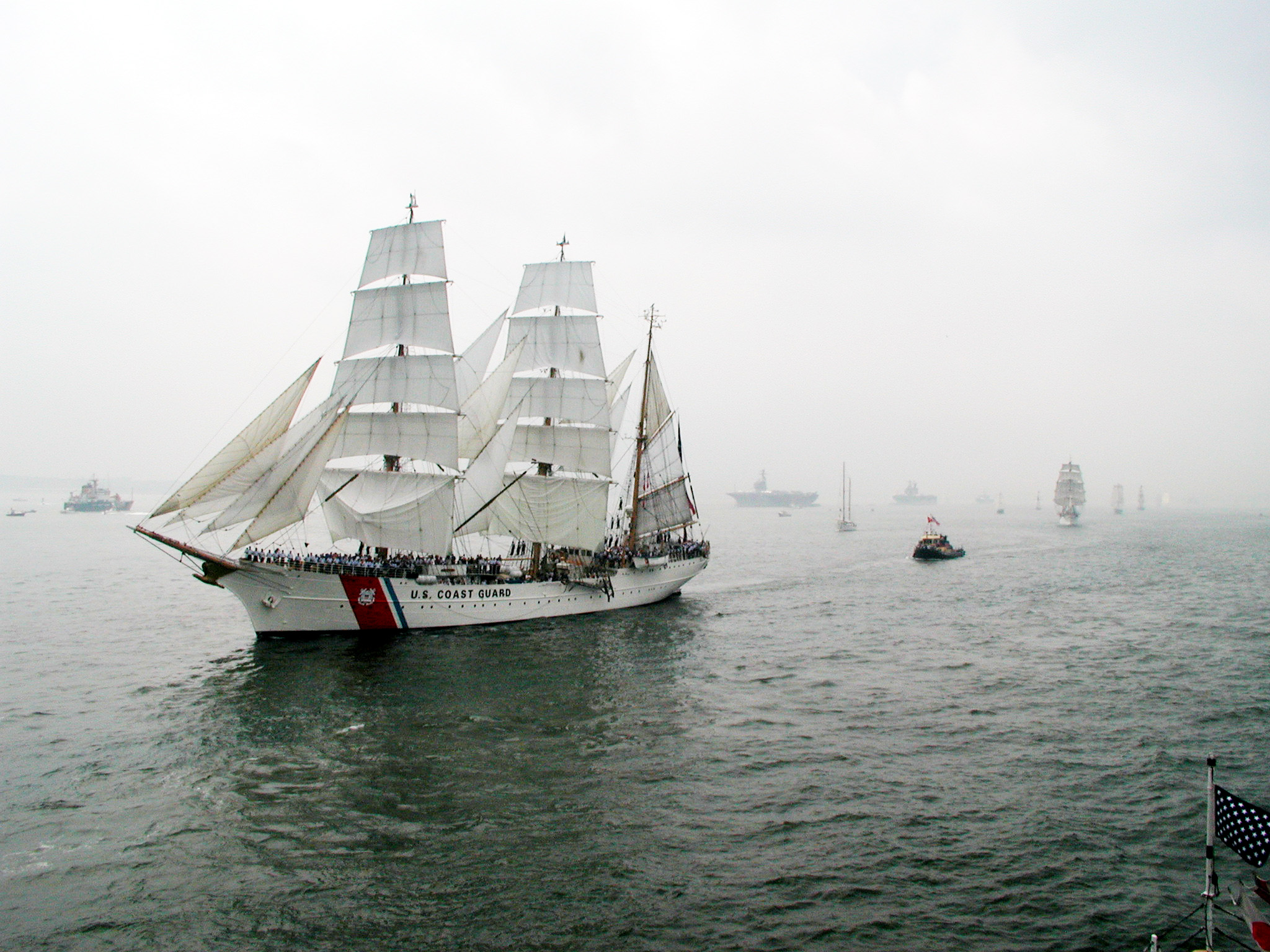
Die Eagle führt die Schiffsparade am 4. Juli 2000 in New York Harbor an.

Operation Sail (Kurzform: OPSail oder Op Sail) bezeichnet mehrere Segelveranstaltungen, die zu besonderen Anlässen abgehalten werden und an denen Segelschiffe aus der ganzen Welt teilnehmen. Jedes dieser Ereignisse wird von der Operation Sail, Inc. koordiniert. Diese gemeinnützige Organisation wurde 1961 durch den damaligen Präsidenten der USA gegründet und muss durch den Kongress der Vereinigten Staaten regelmäßig bestätigt werden.
Ziel der Veranstaltungen ist auf dem Hintergrund der Feier der maritimen Geschichte und der Ausbildung im Sinne des Sail Trainings die Stärkung der Völkerverständigung und der Zusammenarbeit der Länder. Fälschlicherweise wird auf sie des Öfteren als Veranstaltung für Großsegler Bezug genommen. Diese bilden zwar das Herzstück des Ereignisses, es nehmen allerdings auch kleinere Schiffe teil.
Werden Termine für Operation Sail-Veranstaltungen in den USA festgelegt, so laufen sie gleichzeitig zu denen der jährlich stattfindenden International Naval Review, bei der aktuelle Kriegsschiffe aus verschiedenen Kriegsmarinen präsentiert werden. Bisher konnten fünf Veranstaltungen realisiert werden, die alle am amerikanischen Unabhängigkeitstag des jeweiligen Jahres in einer Parade auf dem Hudson River mit Ziel New Yorker Hafen gipfelten. Die Eagle, das Segelschulschiff der United States Coast Guard diente bei allen Veranstaltungen als Gastgeber.

## World’s Fair Parade of Ships (1964)
Die erste Operation Sail war eine kombinierte Veranstaltung mit der damaligen Weltausstellung, der New York World’s Fair.
Die Organisation nahm 4 Jahre in Anspruch. Die Organisatoren sahen hier die möglicherweise einmalige Möglichkeit in seinem Leben eine derartige Konzentration von Rahseglern zu erfahren und stellten in dem zur Veranstaltung herausgegebenen Führer ihre Faszination für auf Segelschulschiffen ausgebildeten Seeleuten deutlich heraus. So interpretierten die Veranstalter die Ausbildungsziele und den politischen Hintergrund des Betriebes solcher Schiffe dahingehend, dass diese geeignet seien, ein Band des Verstehens zu schmieden und gegenseitigen Respekt auf dem Erdenball zu fördern. (to forge a bond of understanding and mutual respect around the world).
Die Veranstaltung war so geplant, dass sich die Teilnehmer aus insgesamt 13 Ländern zunächst auf den Bermudas trafen, um von dort gemeinsam in einer Geschwaderfahrt nach New York zu segeln. Am 13. Juli verließen sie dann Gravesend Bay, um ihre Ankerplätze unterhalb der George Washington Bridge zu erreichen. Am 15. Juli verholten sie dann an die zugewiesenen Piers, um bis zum folgenden Wochenende bei täglichen Open Ships durch die Öffentlichkeit zu besichtigen zu sein.

## United States Bicentennial (1976)

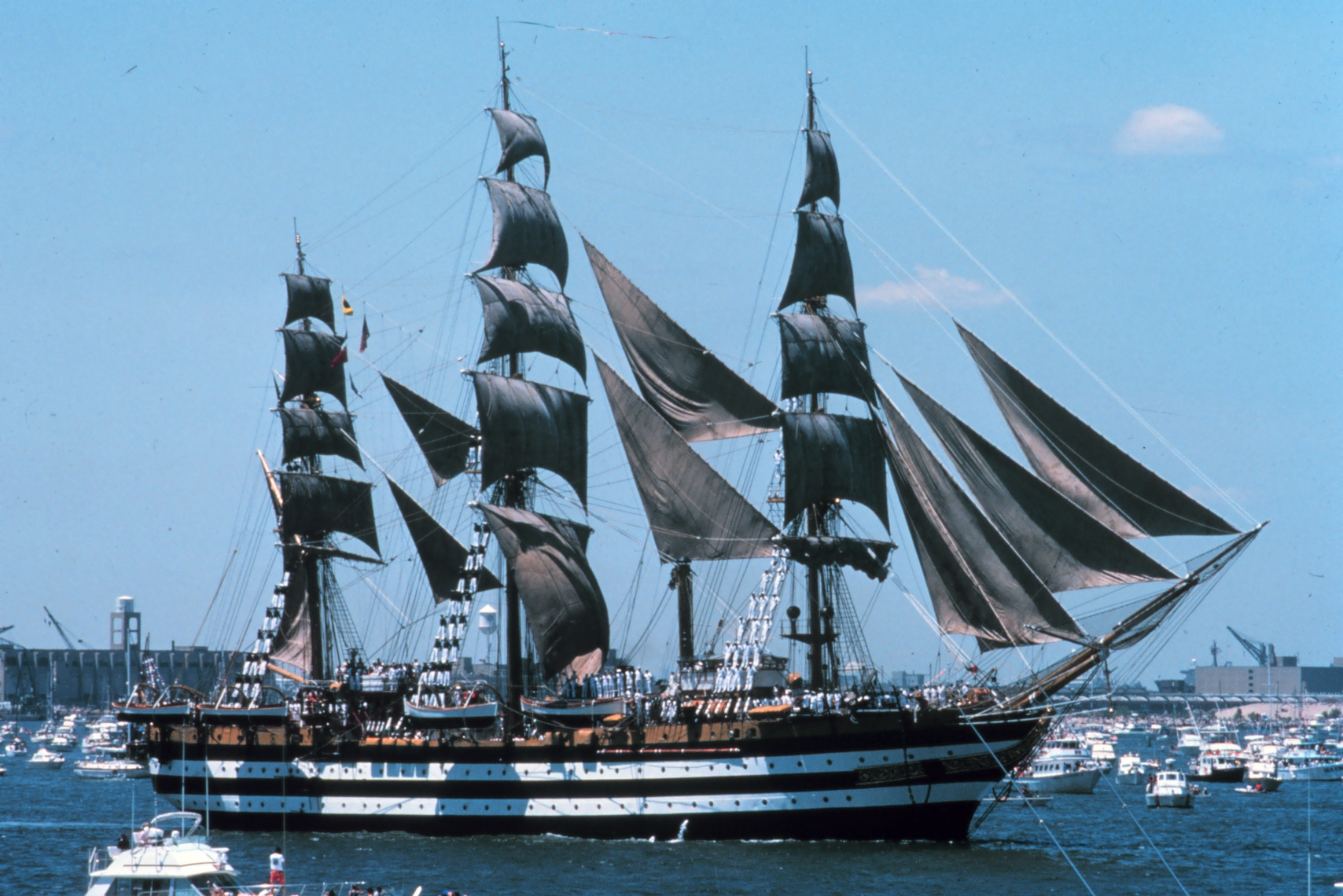
Amerigo Vespucci (Italien) im New Yorker Hafen, Op Sail 1976.

Feier des zweihundertsten Jahres seit Annahme der Unabhängigkeitserklärung der Vereinigten Staaten. 16 Schiffe nahmen an der Parade teil.
| An der Parade teilnehmende Schiffe | An der Parade teilnehmende Schiffe | An der Parade teilnehmende Schiffe                                                                  |
| --- | --- | --------------------------------------------------------------------------------------------------- |
| Amerigo Vespucci (Italien) Barba Negra (Norwegen) Christian Radich (Norwegen) Danmark (Dänemark) Dar Pomorza (Polen) Eagle (USA) Esmeralda (Chile) | Gloria (Kolumbien) Gorch Fock (Bundesrepublik Deutschland) Juan Sebastian de Elcano (Spanien) Kruzenshtern (Sowjetunion) Libertad (Argentinien) Mircea (Rumänien) Nippon Maru (Japan) | Regina Maris (USA) Sagres (Portugal) Sebbe Als (Dänemark) Te Vega (Panama) Tovarishch (Sowjetunion) |

## Salute to the Statue of Liberty (1986)
Feier anlässlich des hundertjährigen Jubiläums der Einweihung der Freiheitsstatue in New York
| An der Parade teilnehmende Schiffe | An der Parade teilnehmende Schiffe | An der Parade teilnehmende Schiffe |
| --- | --- | --- |
| Eagle (USA) Ernestina (USA) Danmark (Dänemark) Christian Radich (Norwegen) Libertad (Argentinien) Zenobe Gramme (Belgien) Bluenose II (Kanada) Esmeralda (Chile) Gloria (Kolumbien) | Guayas (Ecuador) Belem (Frankreich) Dewaruci (Indonesien) Galaxy (Israel) Amerigo Vespucci (Italien) Cuauhtémoc (Mexiko) Sørlandet (Norwegen) Shabab Oman (Oman) | Sagres (Portugal) Juan Sebastian de Elcano (Spanien) Svanen of Stockholm (Schweden) Calida (Vereinigtes Königreich Großbritannien und Nordirland) Capitán Miranda (Uruguay) Simon Bolivar (Venezuela) Elissa (USA) Gazela of Philadelphia (USA) |

## Columbus Quincentennial (1992)
Fünfhundertjahresfeier der Landung Christoph Kolumbus in Nord-Amerika

## Summer Millennium Celebration (2000)
| An der Parade teilnehmende Schiffe | An der Parade teilnehmende Schiffe | An der Parade teilnehmende Schiffe |
| --- | --- | --- |
| Eagle (USA) Amerigo Vespucci (Italien) Danmark (Dänemark) Spirit of Massachusetts (USA) Harvey Gamage (USA) Esmeralda (Chile) Libertad (Argentinien) Capitan Miranda (Uruguay) Guayas (Ecuador) | Bak'tivshchyna (Ukraine) Gloria (Kolumbien) Gorch Fock (Bundesrepublik Deutschland) Edna E. Lockwood (USA) Clipper City (USA) Californian (USA) Harvey Gamage Ernestina (USA) Pride of Baltimore II (USA) | HMS Rose (USA) Maryland Dove (USA) Simon Bolivar (Venezuela) Oosterschelde (Niederlande) Bowdoin Cisne Branco (Brasilien) Soren Larsen (Neuseeland) Dewaruci (Indonesien) Kaiwu Maru (Japan) |